# John Copeland
Pour les articles homonymes, voir Copeland.
John Anthony Copeland est un abolitionniste américain né le 15 août 1834 à Raleigh, en Caroline du Nord, et exécuté par pendaison le 16 décembre 1859 à Charles Town, alors en Virginie. Afro-Américain libre mobilisé contre l'esclavage  aux côtés de John Brown, il participe à son raid contre Harpers Ferry, au cours duquel il est capturé.